# Farman F.68

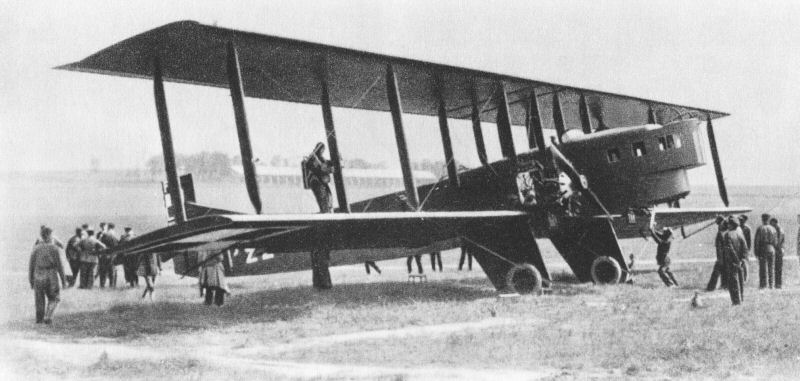
Farman F.68BN4 Goliath der polnischen Luftwaffe, Warschau 1937

Farman F.68BN4 Goliath war ein schwerer französischer Bomber von 1925.

## Entwicklung
Am Ende des Ersten Weltkriegs planten die Franzosen Henri Farman und Maurice Farman den Bau eines schweren Bombers. Bei Kriegsende wurde die Maschine vom Typ Farman F.60 in ein Passagierflugzeug umgewandelt. Es konnte bis zu 12 Passagiere transportieren.
Parallel dazu wurden eine Reihe von militärischen Varianten entwickelt, die F.62, F.65 und die Farman F.68BN4. Die F.68BN4 wurde für die polnische Luftwaffe hergestellt. Insgesamt lieferte Farman 32 Maschinen ab 1925 an Polen.
Farman produzierte rund 360 Flugzeuge der F.60 - F.68-Reihe. Die Goliath-Reihe gilt als erfolgreichstes zweimotoriges Flugzeug der 1920er Jahre.
Am 22. März 1919 flog eine F.60 Goliath mit 11 Passagieren von Paris nach London. Dies war der erste kommerzielle Passagierflug zwischen zwei Hauptstädten.

## Technische Daten
| Kenngröße             | Daten (Farman F.68BN4 Goliath)                 |
| --------------------- | ---------------------------------------------- |
| Flügelspannweite      | 26,50 m                                        |
| Länge                 | 14,77 m                                        |
| Höhe                  | 4,90 m                                         |
| Flügelfläche          | 153 m²                                         |
| Leermasse             | 2850 kg                                        |
| Startmasse            | 5400 kg                                        |
| Triebwerk             | 2 × Gnome-Rhône Jupiter mit je 450 PS (331 kW) |
| Höchstgeschwindigkeit | 154 km/h                                       |
| Dienstgipfelhöhe      | 4200 m                                         |
| Reichweite            | 1200 km                                        |
| Bewaffnung            | 5 × Lewis-Maschinengewehre Kaliber 7,7 mm      |
| Bombenlast            | max. 1040 kg                                   |